# وینزن (شلسویگ-هولشتاین)
وینزن (به آلمانی: Winsen) یک شهر در آلمان است که در زگه‌برگ واقع شده‌است. وینزن ۳۹۲ نفر جمعیت دارد.